# Atmo Réunion
Atmo Réunion est une association agréée de surveillance de la qualité de l'air compétente sur le territoire de La Réunion, département et région d'outre-mer français dans le Sud-Ouest de l'océan Indien. Fondée le 13 juin 1998 sous le nom d'Observatoire réunionnais de l'air, ou ORA, elle porte son nom actuel depuis juin 2017. Elle a son siège à Sainte-Marie.